# Lordly
«Lordly» — песня французского диджея и продюсера Федера, записанная при участии Алекса Айоно (англ. Alex Aiono). Песня была выпущена 20 августа 2016 на лейбле Warner Music. Песня достигла высшей позиции под номером 95 в немецком чарте Airplay Chart и попала в топ-10 в двух странах, в топ-40 в четырёх странах и была сертифицирована бриллиантовой Национальным Синдикатом Звукозаписи (SNEP).

## Видеоклип
Релиз видеоклипа на трек состоялся 5 сентября 2016 на официальном YouTube-канале Федера. Режиссёром видео стал Кристиан Йанг (англ. Kristian Young).

## Список композиций
| №  | Название                        | Длительность |
| -- | ------------------------------- | ------------ |
| 1. | «Lordly» (при уч. Алекса Айоно) | 3:16         |

## Чарты
| Чарт (2016—2017)                | Высшая позиция |
| ------------------------------- | -------------- |
| Бельгия/Валлония (Ultratop 50)  | 36             |
| Франция (SNEP)                  | 10             |
| Германия (Airplay Chart)        | 95             |
| Польша (Polish Airplay Top 100) | 14             |
| Польша (Dance Top 50)           | 18             |
| Россия (Tophit)                 | 1              |
| Украина (Tophit)                | 27             |

| Чарт (2017)   | Позиция |
| ------------- | ------- |
| Польша (ZPAV) | 64      |

## Сертификации
| Регион                                                       | Сертификация  | Продажи |
| ------------------------------------------------------------ | ------------- | ------- |
| Франция (SNEP)                                               | Бриллиантовый | 250,000 |
| * Данные о продажах приведены только на основе сертификации. |               |         |

## История выпуска
| Регион  | Дата            | Формат            | Прим.        |
| ------- | --------------- | ----------------- | ------------ |
| Франция | 20 августа 2016 | Цифровая загрузка | Warner Music |